# 마이크 미쇼드

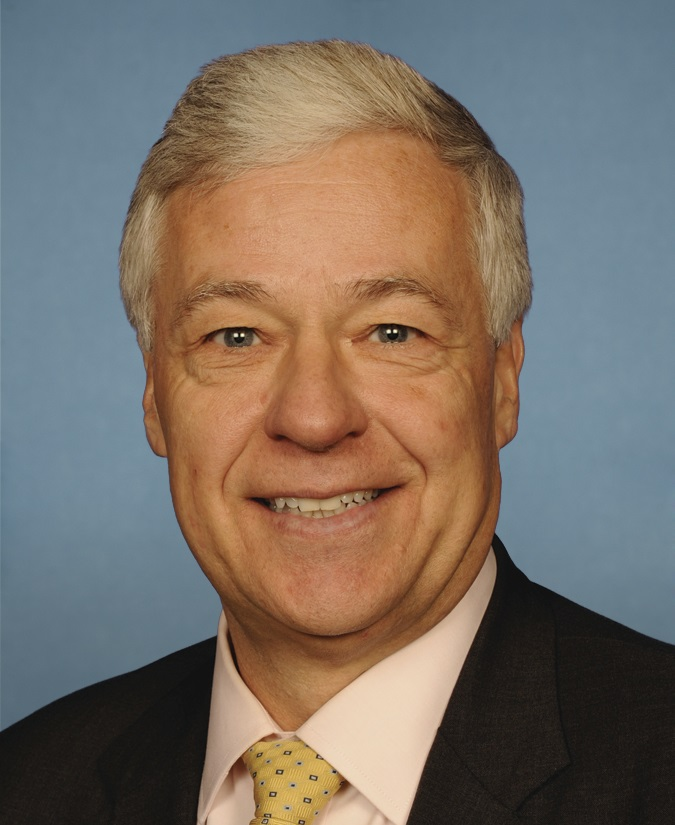

마이크 미쇼드 (Michael Herman "Mike" Michaud, 1955년 1월 18일 ~ )는 미국의 정치인이다. 미쇼드는 30년가량 그레이트 노던 페이퍼 컴퍼니 (Great Northern Paper Company)에서 근무했으며, 철강노조원 (United Steelworkers) 이었다. 2000년에 메인주 상원의원장으로 선출되어 2001년에 자리에서 물러났으며, 2003년부터 메인주 민주당 연방 하원의원으로 재임중이다. 2014년 메인주 주지사 선거에 후보로 출마했으며, 동성애자임을 선언했다.

## 역대 선거 결과
| 선거명      | 직책명                    | 대수  | 정당   | 득표율 | 득표수    | 결과 | 당락                 |
| ----------- | ------------------------- | ----- | ------ | ------ | --------- | ---- | -------------------- |
| 1994년 선거 | 상원의원 (메인 제3부)     | 117대 | 민주당 | 58.03% | 7,622표   | 1위  | 메인 주의원 당선     |
| 1996년 선거 | 상원의원 (메인 제3부)     | 118대 | 민주당 | 63.69% | 10,062표  | 1위  | 메인 주의원 당선     |
| 1998년 선거 | 상원의원 (메인 제3부)     | 119대 | 민주당 | 77.29% | 7,322표   | 1위  | 메인 주의원 당선     |
| 2000년 선거 | 상원의원 (메인 제3부)     | 120대 | 민주당 | 68.62% | 10,547표  | 1위  | 메인 주의원 당선     |
| 2002년 선거 | 하원의원 (메인 제2선거구) | 107대 | 민주당 | 52.01% | 116,868표 | 1위  | 메인주 하원의원 당선 |
| 2004년 선거 | 하원의원 (메인 제2선거구) | 108대 | 민주당 | 58.03% | 199,303표 | 1위  | 메인주 하원의원 당선 |
| 2006년 선거 | 하원의원 (메인 제2선거구) | 109대 | 민주당 | 70.52% | 179,732표 | 1위  | 메인주 하원의원 당선 |
| 2008년 선거 | 하원의원 (메인 제2선거구) | 110대 | 민주당 | 67.44% | 226,274표 | 1위  | 메인주 하원의원 당선 |
| 2010년 선거 | 하원의원 (메인 제2선거구) | 111대 | 민주당 | 55.13% | 147,042표 | 1위  | 메인주 하원의원 당선 |
| 2012년 선거 | 하원의원 (메인 제2선거구) | 112대 | 민주당 | 58.19% | 191,456표 | 1위  | 메인주 하원의원 당선 |
| 2014년 선거 | 메인 주지사               | 74대  | 민주당 | 43.37% | 265,114표 | 2위  | 낙선                 |